# Brécourt
Pour les articles homonymes, voir Brécourt (homonymie).

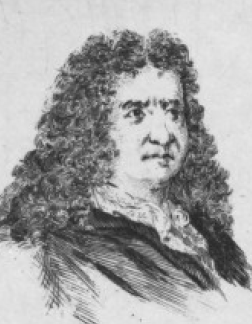
Guillaume Marcoureau

Guillaume Marcoureau, dit Brécourt, né à Paris (paroisse Saint-Gervais) le 10 février 1638 et mort à Paris le 28 mars 1685, est un acteur et auteur dramatique français.

## Biographie
Fils du comédien Pierre Marcoureau, dit Beaulieu, et de la comédienne Marie Boulanger, il débute avec ses parents, vers 1650, dans la troupe de Philandre, sous le nom de « petit Beaulieu ». Peu de temps après il prend le pseudonyme de Brécourt, du nom de l'ancien hôtel de Brécourt, que son père possédait en indivision à Paris.
Le 18 décembre 1659, il épouse une fille de comédiens, Étiennette Des Urlis (1629-1713). Il joue au théâtre du Marais puis entre dans la troupe de Molière qu'il quitte en 1664 pour l'Hôtel de Bourgogne ; l'illustration ci-dessus le montre en frontispice de la publication en 1666 de Nopce de village (gravure de Jean Lepautre, détail, non publiée depuis 1682). Il est vraisemblable qu'il créa cette pièce au Palais-Royal deux ans plus tôt, avant de rejoindre la troupe des « Bourguignons ».
Après quelques brefs passages à Paris, il séjourne à Londres où il fait représenter un Ballet et musique pour le divertissement du Roy de la Grande-Bretagne en 1674. Brécourt dirige ensuite la troupe du prince d'Orange qui joue à La Haye en 1680 et 1681. De retour à Paris, il entre à la Comédie-Française en 1682 et meurt en 1685, après avoir renoncé à sa profession de comédien.
Brécourt se distingua surtout dans la comédie, pour l'emploi des rôles à manteaux. Louis XIV disait qu’« il pourrait faire rire des fagots ».
Ses pièces sont des comédies en vers, fort médiocres et qui n'obtinrent quelque succès que par le jeu de l’auteur.
En 1685 à Paris, à l'article de la mort, il a renoncé à son métier d'acteur dans le contexte historique de l'excommunication des acteurs. Il témoigne qu'il « a reconnu qu'ayant ci-devant fait la profession de comédien, il y renonce entièrement et promet d'un cœur véritable et sincère de ne la plus exercer ny monter sur le théâtre, quoyqu'il revînt dans une pleine et entière santé ».
Brécourt mourut à la suite d’un effort qu’il fit en jouant une de ses propres comédies, Timon.

## Œuvres
- La Feinte mort de Jodelet (Paris, 1659)
- Le Grand benêt de fils (1664)
- Le Jaloux invisible (Paris, 1666)
- La Noce de village (Paris, 1666)
- L'Infante salicoque ou le Héros de roman (1667)
- Ballet et musique pour le divertissement du Roy de la Grande Bretagne (Londres, 1674)
- L'Ombre de Molière (Paris, 1674)
- La Régale des cousins de la cousine (Francfort, 1674)
- La Cassette (1683)
- Timon ou les Flatteurs trompés (Rouen, 1684)

## Comédien
- 1662 L’École des femmes  de Molière  (rôle d'Alain)
- 1663 La Critique de l'École des femmes de Molière (rôle de Dorante)
- 1663 L'Impromptu de Versailles  de Molière
- 1664 Le Mariage forcé  de Molière  (rôle de Pancrace)
- 1684 Bérénice de Jean Racine, Comédie-Française (rôle de Rutile)
- 1668 Les Plaideurs de Jean Racine (rôle de Chicaneau)
- 1669 Britannicus de Jean Racine
- 1670 Bérénice de Jean Racine (rôle d'Antiochus)
- 1673 Mithridate, Jean Racine, Hôtel de Bourgogne

## Dans la fiction
- Dans la piece de théâtre « Jean-Baptiste, Madeleine, Armande et les autres...», création et mise en scène de Julie Deliquet pour la Comédie-française - Salle Richelieu (2022)[3],[4] :  Laurent Stocker